# Leonardo Bittencourt
Leonardo Bittencourt (Leipzig, 19 december 1993) is een Duits-Braziliaans voetballer die doorgaans als aanvallende middenvelder speelt. Hij verruilde 1899 Hoffenheim in juli 2020 voor Werder Bremen, dat hem in het voorgaande jaar al huurde.

## Clubcarrière
Bittencourt stroomde door vanuit de jeugd van Energie Cottbus. Hiervoor debuteerde hij op 16 april 2011 in het betaald voetbal, tijdens een wedstrijd tegen MSV Duisburg in de 2. Bundesliga. Hij mocht dat seizoen drie keer meedoen en werd in 2011/12 een vast selectielid. Hij kwam dat seizoen 26 speelronden in actie, waarvan 20 vanaf de aftrap. Hij maakte op 22 juli 2011 voor het eerst een doelpunt. Dat was eveneens tegen MSV Duisburg.
Bittencourt tekende in december 2011 bij Borussia Dortmund, waar hij zich in juli 2012 daadwerkelijk bij aansloot. Dit was een stap van de middenmoot op het tweede niveau naar de regerend landskampioen. Het lukte hem niet om binnen een jaar aan te haken. Hij speelde in 2012/13 voornamelijk voor Borussia Dortmund II. Wel mocht hij voor het eerst aantreden in de Champions League, zij het voor een paar minuten. Bittencourt verhuisde in juli 2013 naar Hannover 96. Hier slaagde hij beter. Hij speelde in twee jaar 57 wedstrijden in de Bundesliga. In meer dan de helft daarvan begon hij in de basis.
Bittencourt tekende in juli 2015 voor vier jaar bij 1. FC Köln. Hier begon hij in 2015/16 voor het eerst vrijwel iedere speelronde in de basis. Hij kwalificeerde zich in 2016/17 met Köln voor de Europa League, maar degradeerde in 2017/18 met zijn ploeggenoten naar de 2. Bundesliga. Bittencourt daalde niet mee af. Hij verhuisde in juli 2018 naar 1899 Hoffenheim, de nummer drie van het voorgaande seizoen. Coach Julian Nagelsmann gebruikte hem hier één seizoenshelft als basisspeler. Ook in de Champions League, tegen Sjachtar Donetsk en Manchester City. Daarna moest hij het vooral doen met spaarzame invalbeurten.
Hoffenheim verhuurde Bittencourt in september 2019 voor een jaar aan Werder Bremen. Hier ging hij weer regelmatig spelen. Werder lijfde hem in juli 2020 definitief in. Bittencourt degradeerde in 2020/21 met Werder Bremen naar de 2. Bundesliga, maar keerde een seizoen later met zijn teamgenoten terug op het hoogste niveau.

## Clubstatistieken
| Seizoen         | Club              | Competitie      | Competitie | Competitie | Beker | Beker | Europa | Europa | Totaal | Totaal |
| Seizoen         | Club              | Competitie      | Wed.       | Dlp.       | Wed.  | Dlp.  | Wed.   | Dlp.   | Wed.   | Dlp.   |
| --------------- | ----------------- | --------------- | ---------- | ---------- | ----- | ----- | ------ | ------ | ------ | ------ |
| 2010/11         | Energie Cottbus   | 2. Bundesliga   | 3          | 0          | 0     | 0     | –      | –      | 3      | 0      |
| 2011/12         | Energie Cottbus   | 2. Bundesliga   | 26         | 2          | 1     | 0     | –      | –      | 27     | 2      |
| 2012/13         | Borussia Dortmund | Bundesliga      | 5          | 1          | 1     | 0     | 1      | 0      | 7      | 1      |
| 2013/14         | Hannover 96       | Bundesliga      | 31         | 4          | 2     | 0     | –      | –      | 33     | 4      |
| 2014/15         | Hannover 96       | Bundesliga      | 26         | 1          | 2     | 0     | –      | –      | 28     | 1      |
| 2015/16         | 1. FC Köln        | Bundesliga      | 29         | 3          | 1     | 0     | –      | –      | 30     | 3      |
| 2016/17         | 1. FC Köln        | Bundesliga      | 16         | 3          | 2     | 0     | –      | –      | 18     | 3      |
| 2017/18         | 1. FC Köln        | Bundesliga      | 22         | 5          | 2     | 1     | 4      | 0      | 28     | 6      |
| 2018/19         | 1899 Hoffenheim   | Bundesliga      | 21         | 1          | 2     | 0     | 3      | 0      | 26     | 1      |
| 2019/20         | 1899 Hoffenheim   | Bundesliga      | 1          | 0          | 0     | 0     | –      | –      | 1      | 0      |
| 2019/20         | → Werder Bremen   | Bundesliga      | 28         | 4          | 3     | 2     | 0      | 0      | 31     | 6      |
| 2020/21         | Werder Bremen     | Bundesliga      | 27         | 4          | 2     | 1     | –      | –      | 29     | 5      |
| 2021/22         | Werder Bremen     | 2. Bundesliga   | 22         | 2          | 0     | 0     | –      | –      | 22     | 2      |
| 2022/23         | Werder Bremen     | Bundesliga      | 25         | 3          | 2     | 1     | –      | –      | 27     | 4      |
| 2023/24         | Werder Bremen     | Bundesliga      | 3          | 1          | 1     | 0     | –      | –      | 4      | 1      |
| Carrière totaal | Carrière totaal   | Carrière totaal | 285        | 34         | 21    | 5     | 8      | 0      | 314    | 39     |

Laatste update: 17 september 2023.

## Interlandcarrière
Bittencourt werd geboren in het Duitse Leipzig, maar heeft ook de Braziliaanse nationaliteit dankzij zijn Braziliaanse vader. Hierdoor mag hij zowel voor het Duits als het Braziliaans voetbalelftal kiezen wanneer hij daar een uitnodiging voor krijgt. Bittencourt maakte deel uit van alle Duitse nationale jeugdselecties vanaf Duitsland –17. Hij nam met Duitsland –21 deel aan het EK –21 van 2015.

## Trivia
Bittencourt is een zoon van Franklin Bittencourt, die tussen 1992 en 1998 bij Leipzig en tussen 1998 en 2003 bij Energie Cottbus speelde. Hij ging na zijn actieve loopbaan aan de slag als scout bij Energie Cottbus.
1 Zetterer ·
3 Jung ·
4 Stark ·
5 Pieper ·
6 Stage ·
7 Ducksch ·
8 Weiser ·
9 Silva ·
10 Bittencourt ·
11 Njinmah ·
13 Veljković ·
14 Lynen ·
15 Burke ·
17 Grüll ·
19 Köhn ·
20 Schmid ·
22 Malatini ·
25 Kolke ·
26 Imasuen ·
27 Agu ·
28 Alvero ·
29 Kaboré ·
30 Backhaus ·
32 Friedl  ·
33 Nankishi ·
35 Opitz ·
38 Topp ·
Coach: Werner